# Schmidham (Halsbach)
Schmidham (mundartl.: Schmidham) ist ein Gemeindeteil der Gemeinde Halsbach im oberbayerischen Landkreis Altötting. 

## Lage
Der Weiler Schmidham liegt etwa zwei Kilometer südwestlich von Halsbach.

## Geschichte
Der Name des Ortes bezeichnet die Heimstätte eines Schmiedes. Der Ort gehörte von der Gemeindegründung im Jahre 1818 an zur Gemeinde Oberzeitlarn und kam mit deren Auflösung am 1. Januar 1964 zur Gemeinde Halsbach.
Im Ort befindet sich ein denkmalgeschütztes Bauernhaus aus der ersten Hälfte des 19. Jahrhunderts, beim Ort eine Wegkapelle vom Anfang des 19. Jahrhunderts.  